# Čudesne zvijeri: Grindelwaldova zlodjela (2018.)
Čudesne zvijeri: Grindelwaldova zlodjela (eng. Fantastic Beasts: The Crimes of Grindelwald) je fantasy film iz 2018. godine u režiji David Yatesa.
Film je nastavak i drugi dio serijala Čudesne zvijeri, spin-off i prednastavak filmskog filmskog serijala o Harry Potteru, inspiriran istoimenom knjigom J. K. Rowling, ovdje također scenarista. Film se vrti oko događaja Newta Scamandera i Albusa Dumbledorea koji pokušavaju omesti mračnog čarobnjaka Gellerta Grindelwalda.

## Radnja
1927., šest mjeseci nakon uhićenja, moćni mračni čarobnjak Gellert Grindelwald bio je zatočen u MACUSA-i, gdje mu je uklonjen jezik kako bi ga spriječili da koristi svoje izvanredne uvjerljive vještine na tamničarima. Međutim, tijekom premještaja iz New Yorka u London, Grindelwald uspijeva, uz pomoć Abernathyja, zaposlenika Ministarstva, ubiti zaštitare i pobjeći preuzimanjem kočije koja ga je trebala odvesti u Englesku.
Tri mjeseca kasnije, Newt Scamander obratio se britanskom ministarstvu magije tražeći povratak prava na međunarodna putovanja, koja su mu ukinuta nakon posjeta New Yorku. U Ministarstvu, Newt upoznaje Aurora Letu Lestrange, staru školsku kolegicu koja je sada zaručena za Newtovog starijeg brata, Theseusa. Tijekom saslušanja, Newtu se nudi prilika da se vrati na putovanje izvan Britanije ako pristane surađivati s Ministarstvom, zajedno s Theseusom, u potrazi za Credence Bareboneom, opskurnim preživjelim događajima u New Yorku. Vjeruje se da je Credence posljednji preživjeli iz duge linije čistokrvnih čarobnjaka, a Grindelwald, kao i zainteresiran za moć Obscura koji se nalazi u njemu. U njemu vidi sredstva da može postići svoje ciljeve.
Nakon što je odbio ponudu, Newta tajno kontaktira Albus Dumbledore, tada učitelj obrane od mračnih sila u školi Hogwarts, koji ga traži da ode u Pariz u potrazi za Credenceom, kao i da mu pomogne u borbi protiv Grindelwalda jer, iz neodređenog razloga, Dumbledore se ne može osobno boriti s njim.

## Glumačka postava
- Eddie Redmayne kao Newt Scamander: Zaposlenik britanskog ministarstva magije u Direkciji za zvijeri Odjela za regulaciju i kontrolu magičnih stvorenja, kao i samoproglašeni magizoolog. Sudjelovao je u ispravljanju događaja nasilnog napada na grad New York u prosincu 1926. u kojem je sudjelovao mračni čarobnjak Gellert Grindelwald. On je pouzdanik Albus Dumbledorea, unatoč tome što je bio izopćenik iz određenih krugova britanskog čarobnjačkog društva zbog svoje prošlosti.
  - Joshua Shea kao Newt Scamander mlađi.
- Katherine Waterston kao Porpentina "Tina" Goldstein: Promovirani MACUSA (Čarobni kongres Sjedinjenih Država) Auror. Igrala je ulogu u sprječavanju Gellerta Grindelwalda tijekom incidenta u Obscurusu 1926. godine, za što su ona i Newt u početku bili glavni krivci.
- Dan Fogler kao Jacob Kowalski: No-Maj (američki naziv za bezjaka) veteran Prvog svjetskog rata i trenutni vlasnik pekare, Newtov prijatelj, i primarni ljubavni interes za Queenie. U Grindelwaldovim zlodjelima otkriveno je da Swooping Evil (Obrušavajuće zlo) otrov briše samo "loša sjećanja", a susret s Newtom, Queenie i Tinom i učenje čuda Magije sve je samo ne loša uspomena za Jacoba.
- Alison Sudol kao Queenie Goldstein: Lijepa i živahna mlađa sestra Tine, koja je radila zajedno s njom u Saveznom uredu dozvola za štapiće nakon što je Tina degradirana. Ona je moćna prirodna Legiliment, koja se zaljubi u Jacoba, unatoč čarobnjačkim zakonima koji zabranjuju odnose s bezjacima.
- Ezra Miller kao Credence Barebone: Posvojeno dijete Mary-Lou Barebone, teško zlostavljano i potlačeno. Bijesan zbog ponašanja ljudi prema njemu, tijekom incidenta 1926. godine oslobodio je svoj Obscurus na grad New York, uzrokujući široko uništenje. Preživio je u malom fragmentu Obscurusa i sada ga traži nekoliko različitih skupina.
- Zoë Kravitz kao Leta Lestrange: Emocionalno oštećena i zbunjena mlada žena koja još uvijek ima neku kontrolu nad Newtom, koji je jednom bio, a možda i još uvijek jest, zaljubljen u nju. Izopćena od strane svojih kolega, studenata u Hogwartsu, sprijateljila se s mladim Newtom. Potječe iz povijesno bogate čistokrvne obitelji zloglasne po prihvaćanju Mračne sile. Trenutno je zaručena za Theseus Scamandera, Newtovog brata, a radi u britanskom Ministarstvu magije kao asistentica Torquil Traversa, šefa magične policije.
  - Thea Lamb i Ruby Woolfenden kao mlađe verzije Lete Lestrange.
- Callum Turner kao Theseus Scamander: Stariji brat Newt Scamandera koji radi u Aurorovom uredu Odjela magičnog pravosuđa, borio se u Prvom svjetskom ratu, a opisan je kao "ratni heroj". Dva brata dijele uvjetno topao odnos, pomalo narušen njihovim različitim osobnostima i uvjerenjima. Prethodnu godinu proveo je u lovu na Grindelwalda s timom britanskih Aurora. Theseus je trenutno zaručen za Letu Lestrange.
- Claudia Kim kao Nagini: Glavna atrakcija čarobnjačkog cirkusa i frik showa pod nazivom "Circus Arcanus i Maledictus", koji nosi prokletstvo krvi koje će je na kraju trajno pretvoriti u zmiju. Otkad zna za sebe, Skender je iskorištavao njezine transformacijske moći. Nagini se sprijatelji s Credence Bareboneom dok radi kao radnik u cirkusu. Nagini će na kraju postati zloglasni suputnik Lord Voldemorta.
- William Nadylam kao Yusuf Kama: Francusko-senegalski čarobnjak koji je proveo mnogo godina opsesivno tražeći Credencea i konačno ga pronašao u Parizu u "Circus Arcanusu".
  - Isaac Domingos kao mlad Yusuf.
- Kevin Guthrie kao Abernathy: Tinin i Queeniein prethodni MACUSA nadzornik, sada odan sljedbenik Grindelwalda.
- Jude Law kao Albus Dumbledore: Izuzetno utjecajan i moćan čarobnjak u Britanskoj čarobnjačoj zajednici, poznat u britanskom Ministarstvu magije i širom čarobnjačkom svijetu po svojoj akademskoj briljantnosti. Trenutno profesor obrane od mračnih sila u Hogwartsu. Kao tinejdžer, on i Grindelwald postali su "bliži nego braća". Snažan saveznik Newt Scamandera, pozvan je da pomogne oduprijeti se Grindelwaldovoj vladavini terora.
  - Toby Regbo reprizira svoju ulogu iz filma Harry Potter i Darovi smrti 1. dio, kao mlađi Dumbledore.
- Johnny Depp kao Gellert Grindelwald: Ozloglašeni moćni mračni čarobnjak koji je izazvao masovno nasilje, teror i kaos širom svijeta, nastojeći voditi novi "Čarobnjački svjetski poredak" na temelju svoje snažne vjere u čarobnjačku superiornost. Kao tinejdžer, on i Dumbledore su postali ljubavnici. Pobjegao je iz MACUSA-e u New Yorku i obnovio svoje napore za čistokrvnu svjetsku dominaciju.
  - Jamie Campbell Bower reprizira svoju ulogu iz filma Harry Potter i Darovi smrti 1. dio kao mladi Grindelwald.

## Produkcija

### Razvoj
U listopadu 2014. godine Warner Bros. je najavio film kao "barem" jedan dio fantastične trilogije Čudesnih zvijeri i odredio datum 16. studenoga 2018. David Yates potvrđen je za redatelja ua sva tri filma.
U srpnju 2016. godine Yates je potvrdio da je J. K. Rowling već napisala scenarij za film. Yates je govorio o filmu za "Entertainment Weekly", rekavši da će film uzeti novi smjer od prvog dijela i da će uvesti nove likove u svemir Harry Pottera. Nekoliko mjeseci kasnije objavljeno je da će se filmska serija Čudesne zvijeri sastojati od pet filmova i da će Eddie Redmayne reprizirati svoju ulogu Newt Scamandera u svim nastavcima.

### Snimanje
Snimanje filma započelo je 3. srpnja 2017. u studiju "Leavesden" u Londonu, a završilo 20. prosinca iste godine. 2018. su odrađena dodatna snimanja.
Budžet filma je bio je 200 milijuna dolara.

## Vanjske poveznice
- Službena stranica
- Službena stranica na Warner Bros.
- Čudesne zvijeri: Grindelwaldova zlodjela u internetskoj bazi filmova IMDb-a
- Fantastic Beasts: The Crimes of Grindelwald na Box Office Mojo